# Saint-Victor-d'Épine

Saint-Victor-d'Épine este o comună în departamentul Eure, Franța. În 1 ianuarie 2022 avea o populație de 337 de locuitori.